# Natalia Koshal
Natalia Koshal –en bielorruso, Наталля Кошаль– (4 de mayo de 1988) es una deportista bielorrusa que compitió en remo. Ganó una medalla de plata en el Campeonato Europeo de Remo de 2009, en la prueba de ocho con timonel.

## Palmarés internacional
| Campeonato Europeo | Campeonato Europeo  | Campeonato Europeo | Campeonato Europeo |
| Año                | Lugar               | Medalla            | Prueba             |
| ------------------ | ------------------- | ------------------ | ------------------ |
| 2009               | Brest (Bielorrusia) | Medalla de plata   | Ocho con timonel   |